# Aspasia (czasopismo)
Aspasia – czasopismo naukowe poświęcone historii kobiet i gender w Europie Centralnej, Wschodniej i Południowo-Wschodniej, wydawane od 2007.
Założycielką czasopisma była Francisca De Haan z Central European University. Redaktorami czasopisma są Raili Marling i Svetla Baloutzova (2017).
Czasopismo jest indeksowane w następujących bazach:
- America: History and Life
- British Humanities Index
- Current Abstracts
- Feminist Periodicals
- Genderwatch
- Historical Abstracts (excludes N. America)
- Index Islamicus
- International Bibliography of Book Reviews of Scholarly Literature on the Humanities and Social Sciences (IBR)
- International Bibliography of Periodical Literature (IBZ)
- MLA Directory of Periodicals
- MLA International Bibliography
- MLA Master List of Periodicals
- Scopus
- Sociological Abstracts
- TOC Premier[2].